# Syrrhopodon perarmatus
Syrrhopodon perarmatus là một loài rêu trong họ Calymperaceae. Loài này được Broth. & Watts mô tả khoa học đầu tiên năm 1915.